# Orix
Orix (Орікс) — з 1952 року іспанський виробник автомобілів. Штаб-квартира розташована в місті Барселона. У 1954 році компанія припинила виробництво автомобілів.

## Хуан Рамірес Монтпео
Хуан Рамірес Монтпео народився у 1908 році в місті Бальш, поряд з Таррагоною. Його дід Хосе Монтпео був відомим виробником велосипедів в Іспанії, на яких не один раз вигравали Гран-прі Іспанії. Незабаром Хосе Монтпео зайнявся виробництвом мотоциклів, колясок до них і комплектуючих для інших виробників моторизованих транспортних засобів в Каталонії. Батько хлопчика, Леонардо Рамірес, був наглядачем велодрому в Барселоні, так що доля Хуана була вирішена. Вирісши на велодромі, він не міг не зайнятися велоспортом. Крім велосипедів, він дуже непогано розбирався і в моторизованій техніці. Так до двадцяти років він володів власною майстернею в Барселоні, в якій між гонками проводили свій час одні з найкращих місцевих мотогонщиків — Фернандо Аранда і Альфредо Флорес. Сам Хуан теж захоплювався мотоперегонами, але на мотоциклах з коляскою, які проходили на барселонській гірській трасі Рабассада, досить популярній серед іспанців. Крім цього, за Раміресом Монтпео була слава механіка, який міг полагодити що завгодно. Якщо він не міг полагодити машину, значить ніхто в Барселоні не зміг би цього зробити. Його послугами не рідко користувався місцевий виробник автомобілів і учасник змагань Вільфредо Рікарт, для якого механік доводив до розуму його шести-і восьмициліндрові автомобілі.
Після Другої світової війни Хуан разом зі своїм молодшим братом Леонардо купили кілька довоєнних автомобілів, які власники хотіли здати на металобрухт. Деякі машини, які нереально було поставити на хід з рідним двигуном, були перероблені на газогенератори, деякі машини вдалося відреставрувати, і брати здали їх в оренду таксистам. Один Hansa був перероблений в гоночну машину, зовні схожу на французький Georges Irat, на якій Рамірес Монтпео брав участь в місцевих змаганнях — Монжуїк і Террамаре. На трасі Мотнхуйка в 1948 році він прийшов третім в загальному заліку, поступившись 6 секунд лідеру — Сальвадору Солеру, який взяв участь на Citroen TA. Але, тим не менш, Рамірес посів перше місце в своєму класі.
У 1950 році Хуан Рамірес, будучи фанатом американських і англійських мотоциклів, намагався встановити турбіну на свій Harley-Davidson, проте цей мотоцикл все одно поступався турбованому BMW освновного конкурента. Тоді він вирішує побудувати мотор аналогічної конструкції баварського мотоцикла. Він конструює опозитний двоциліндровий чотиритактний мотор повітряного охолодження, який при об'ємі в 610 см3 показав на стенді потужність в 20 к.с. при 6000 об/хв, що було все одно на чотири сили менше, ніж видавав 500-кубовий мотор BMW R51/2. Але, отримавши мотор зі стенда, Хуан вирішує встановити його не на мотоцикл, а на автомобіль.

## Заснування компанії
Всього через кілька місяців був готовий мікромобіль з відкритим кузовом, заднім розташуванням двигуна і незалежною підвіскою всіх коліс, підвішеною на гідравлічних телескопічних амортизаторах, гальмівний механізм теж отримав гідравлічний привід. Свій автомобіль творець назвав Orix — іспаномовна назва антилопи орикс. Ця тварина примітна тим, що може пристосовуватися до важких умов життя, і нарівні з верблюдами може довгий час обходитися без води. Щоб довести, що автомобіль недарма носить назву витривалої і швидкої тварини, Хуан Рамірес вирішує взяти участь в 12 гонках Рабассада, які проходили в грудні 1950 року. У кваліфікації він займав шосте місце в загальному заліку і перше місце в класі до 750 см3, проте під час самих перегонів цей автомобіль займає перше місце, встановивши рекорд траси. Після перемоги в цих перегонах преса настільки розписала гідності автомобіля, що до механіка поспішили бажаючі купити таке авто, що могло розвивати швидкість до 115 км/год.

## Початок виробництва автомобілів

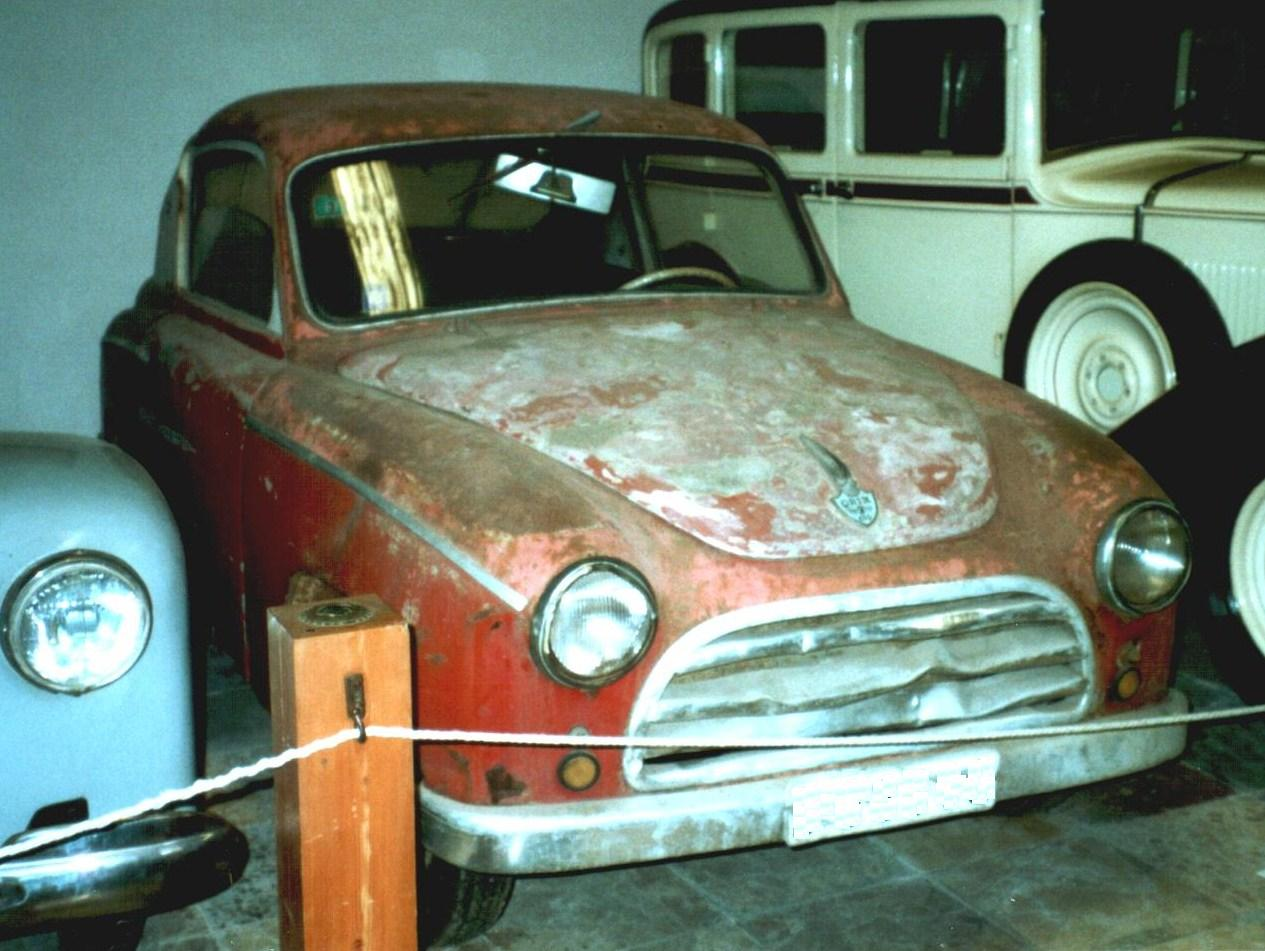
Orix 610 Berlinetta 1954 року з переробленою задньою частиною даху

Однак Рамірес не був взагалі готовий до виробництва мікромобіля, та й сам автомобіль був не готовий. На доведення пішло два роки, і в березні 1952 року почалося виготовлення автомобіля Orix 610, 611-кубовий мотор якого міг розвивати 27 к.с.. Комплектувався цей автомобільчик з кузовом купе і посадочною формулою 2+2, цілком повноцінною трансмісією з чотирма ступенями. У 1953 році серійний автомобіль знову взяв участь в Рабассаді, де склав конкуренцію Pegaso, поступившись йому, але посівши перше місце у своєму класі. У 1954 році на вулиці Касерес в Барселоні був готовий завод Раміреса, який міг би випускати до 100 автомобілів на рік. Однак у Хуана Раміреса не було грошей, щоб серійно випускати автомобілі в такому масштабі. Тому, беручи повну передоплату в розмірі 50 000 — 60 000 песет, він брався будувати автомобіль для замовника. До середини 1953 року було виготовлено близько восьми автомобілів, до 1954 року купе отримало інше оформлення передка. Кожна машина робилася за індивідуальним замовленням і строго за передоплатою, тому штучну продукцію було не складно модернізувати.

## Припинення виробництва автомобілів. Закриття компанії
У травні 1954 року на виставці в Барселоні він показав зовнішню копію VW Typ 11 (Käfer, в той час німецька машина мала такий офіційний індекс моделі), яка навіть називалася Escarabajo, що з іспанської перекладається як «Жук». Але технічно ця машина нічим не відрізнялася від попередніх Orix 610. Крім неприємностей, конструктор нічим не розжився, але він думав, що його виріб викличе більший інтерес у публіки. Після скандалу Рамірес Монтпео припинив виробництво своєї продукції, до цього часу було побудовано всього чотирнадцять автомобілів плюс два прототипи, один з яких був схожий на «Жука», всі були розкуплені в основному друзями конструктора.

## Доля засновника
Тим часом уряд Франко помітив автомобіль Раміреса Монтпео, і люди з міністерства промисловості прийшли до нього додому, щоб запропонувати будівництво заводу в провінції Вітторії, де стали б випускати автомобілі його конструкції. Однак каталонець Хуан Рамірес Монтпео, будучи патріотом свого міста, навідріз відмовився кудись їхати з нього і десь виробляти автомобілі, тому незабаром в відсталому регіоні Іспанії Вітторії почалося будівництво заводу, на якому стали виробляти продукцію фірми DKW.
Однак Хуан Рамірес Монтпео не покинув ідею масового виробництва автомобілів в рідній Барселоні, він навіть знайшов інвесторів — місцевих банкірів, однак на початку бесіди до Раміреса зайшов клієнт, у якого зламався Orix 610 і який попросив полагодити його. Рамірес вийшов ліквідувати дефект і затримався на довгий час. Так і не дочекавшись його, банкіри пішли ні з чим.
Однак, не дивлячись на те, що його ідея з автомобілями провалилася, Хуан Рамірес Монтпео продовжив свою творчість на ниві конструктора. Так на початку 60-х брати Фуа попросили Раміреса сконструювати автоматичне зчеплення для SEAT 600, що дозволило б людям з обмеженими можливостями керувати автомобілем. Рамірес Монтпео створив такий механізм, і Фуа продавали цю опцію бажаючим під своїм ім'ям.
Незадовго до своєї смерті в 1996 році, Хуан Рамірес Монтпео основну масу часу проводив в майстерні свого друга, який намагався поставити на хід одну з машин марки Orix, яку більше 40 років тому він і побудував. Всього до нашого дня дожило два купе марки Orix, обидва автомобілі знаходяться в іспанському музеї Сальвадора Кларета.

## Список автомобілів Orix
- 1952 — Orix 610
- 1954 — Orix Escarabajo 6CV (прототип)